# Boxe nos Jogos Pan-Americanos de 2019 - Peso pesado
A categoria até 91 kg ou pesado do boxe nos Jogos Pan-Americanos de 2019, foi disputada entre 28 e 2 de agosto na Villa Desportiva Regional de Callao, no Coliseu Miguel Grau.

## Calendário
Horário local (UTC-5).
| Data        | Horário | Fase             |
| ----------- | ------- | ---------------- |
| 28 de julho | 14:00   | Quartas-de-final |
| 30 de julho | 13:00   | Semifinal        |
| 2 de agosto | 19:00   | Final            |

## Medalhistas
| Ouro   | CUB Erislandy Savón               |
| Prata  | ECU Julio Castillo                |
| Bronze | BRA Abner Teixeira PER José Lucar |

## Resultados
Os resultados foram os seguintes. 

### Chave
|  | Quartas de final         | Quartas de final         | Quartas de final |  |  | Semifinal           | Semifinal           | Semifinal          |   |                     | Final               | Final | Final |
|  |                          |                          |                  |  |  |                     |                     |                    |   |                     |                     |       |       |
|  | CUB Erislandy Savón      | CUB Erislandy Savón      | 5                |  |  |                     |                     |                    |   |                     |                     |       |       |
|  | CAN Bryan Colwell        | CAN Bryan Colwell        | 0                |  |  | CUB Erislandy Savón | CUB Erislandy Savón | 3                  |   |                     |                     |       |       |
|  | BRA Abner Teixeira       | BRA Abner Teixeira       | 5                |  |  | BRA Abner Teixeira  | BRA Abner Teixeira  | 2                  |   |                     |                     |       |       |
|  | DOM Joaquín Berroa       | DOM Joaquín Berroa       | 0                |  |  |                     |                     |                    |   | CUB Erislandy Savón | CUB Erislandy Savón | 4     |       |
|  | PER José Lucar           | PER José Lucar           | 5                |  |  |                     | ECU Julio Castillo  | ECU Julio Castillo | 1 |                     |                     |       |       |
|  | MEX Francisco Cantabrana | MEX Francisco Cantabrana | 0                |  |  | PER José Lucar      | PER José Lucar      | 0                  |   |                     |                     |       |       |
|  | ECU Julio Castillo       | ECU Julio Castillo       | 3                |  |  | ECU Julio Castillo  | ECU Julio Castillo  | 5                  |   |                     |                     |       |       |
|  | COL Deivi Julio          | COL Deivi Julio          | 2                |  |  |                     |                     |                    |   |                     |                     |       |       |
|  |                          |                          |                  |  |  |                     |                     |                    |   |                     |                     |       |       |
|  |                          |                          |                  |  |  |                     |                     |                    |   |                     |                     |       |       |